# Cavalo branco não é cavalo
Cavalo branco não é cavalo é um diálogo da filosofia chinesa atribuído a Gongsun Long, um filósofo da Escola dos Nomes. O paradoxo aparece na forma de diálogo entre dois personagens que debatem a proposição "cavalo branco não é cavalo", e é tipicamente considerado um paradoxo.

## Contexto
O paradoxo aparece no livro Gongsun Longzi, escrito no Período dos Estados Combatentes na China (que durou até 221 a.C.). Gongsun pertence à Escola dos Nomes, que é a classificação dada durante a dinastia Han (206 a.C. - 220 d.C.) aos filósofos que discutiam a relação entre “nomes” (ming, palavras) e "coisas" (shi, objetos, eventos, situações, realidade). Na época havia uma preocupação em retificar os nomes, ou seja, examinar cuidadosamente as relações entre as palavras e as realidades a que elas se referem. Neste contexto, este paradoxo discute a relação entre o nome "cavalo branco" com a coisa "cavalo" e a coisa "branco".
O autor Gongsun tem suas intenções interpretadas de maneiras distintas por diferentes estudiosos. Alguns o enxergam como um sofista que usa a linguagem para fazer brincadeiras jocosas, enquanto outros atribuem a ele uma imagem séria, preocupada com a moral.
O livro original possuía catorze tratados originais, dos quais apenas cinco sobrevivem até os dias de hoje, sendo três deles considerados "corrompidos", por terem sinais de serem reescritos. Os capítulos “Debate sobre cavalos brancos” e “Debate sobre conceitos e instâncias” são considerados originais, mais completos e estruturados.

## Texto original
O diálogo, conhecido como "Debate sobre Cavalos Brancos", pode ser assim traduzido: 
A assertiva "cavalo branco não é cavalo" é defensável? 
Defensor: Sim.
Objetor: Como assim?
Defensor: "Cavalo" é aquilo pelo qual se nomeia a forma. "Branco" é aquilo pelo qual se nomeia a cor. O que nomeia a cor não é o mesmo que nomeia a forma. Portanto, pode-se dizer "um cavalo branco não é um cavalo".
Objetor: Se existem cavalos brancos, não se pode dizer que não há cavalos. Se não se pode dizer que não há cavalos, isso não significa que há cavalos? Pois para haver cavalos brancos, é necessário que haja cavalos. Como poderia ser que os brancos não são cavalos?

Defensor: Se alguém quer cavalos, isso se estende a cavalos amarelos ou pretos. Mas se alguém quer cavalos brancos, isso não se estende a cavalos amarelos ou pretos. Suponha que cavalos brancos fossem cavalos. Então, o que alguém quer [nos dois casos] seria o mesmo. Se o que alguém quer fosse o mesmo, então 'branco' não diferiria de 'cavalo'. Se o que alguém quer não difere, então como é que cavalos amarelos ou pretos são aceitáveis em um caso e inaceitáveis no outro caso? É claro que aceitável e inaceitável são mutuamente contrários. Portanto, cavalos amarelos e pretos são iguais; pode-se afirmar que há cavalos, mas não se pode afirmar que há cavalos brancos. Assim, é evidente que cavalos brancos não são cavalos.
O diálogo continua, com discussões sobre a cor de cavalos e cavalos sem cor, e se é possível separar "branco" de "cavalo".
No entanto, outras traduções são possíveis, especialmente dependendo da visão sobre o que o defensor quer argumentar. 
Tendo sido escrito em chinês, em que não há marcação de artigos ou de plural, há dificuldades na tradução. Também não há variações na escrita entre os termos específicos, como "branco", e gerais, como a característica "brancura", e as palavras dependem muito do contexto em que se encontram. Na frase original 白馬非馬 (bai ma fei ma), "bai" quer dizer "branco", mas pode ser entendido como "brancura". "ma" pode ser entendido como "um cavalo" ou "cavalos (em geral)" ou "o tipo cavalo". "fei" pode ser simplesmente "não é", mas também "não é o mesmo que" ou "não é como".
A frase, assim, pode ser interpretada de várias formas, como "um cavalo branco não é um cavalo", "cavalos brancos não são cavalos", "um cavalo branco não é um exemplar do tipo cavalo" ou "o tipo cavalo branco não é idêntico com o tipo cavalo".

## Recepção e interpretações do diálogo
O livro Xunzi, contemporâneo de Gongsun, cita o sofismo do cavalo branco como um uso incorreto dos nomes. O filósofo Xunzi argumenta que palavras podem se referir a diferentes níveis de generalidade, ou seja, "cavalo" pode se referir tanto a um cavalo específico quanto ao tipo cavalo. Autores como Mou Zongsan (1979) argumentam que Gongsun compreendia a diferença entre "cavalo" como universal, sendo a ideia de "cavalo em si", sem quaisquer características, e o "cavalo branco" como exemplo de particular e específico.
Byeyong-uk Ki discute a tradução no sentido de que “os cavalos brancos não são os cavalos”, o que seria correto dada a distinção entre o universal "cavalo" e o específico "cavalo branco". No entanto, o conjunto "cavalos" inclui cavalos brancos, pretos, ou de qualquer cor, e portanto Ki discorda de Gungson na interpretação de que "os cavalos brancos não são cavalos".
Fraser (2020) explica que o autor utilizava a linguagem como forma de brincadeira intelectual, e portanto não deve-se esperar que o texto apresente argumentos totalmente coerentes para uma posição filosófica bem formada, de maneira semelhante a obras de Lewis Carroll. Mesmo assim, pode ser utilizado para compreender a cultura e formas de pensar. O texto brinca com o problema de distinguir "igual" de "diferente".Ao tratar "cavalo branco" como idêntico de "cavalo", o defensor tenta argumentar algo semelhante ao princípio da identidade dos indiscerníveis de Leibniz, ou seja, se duas coisas são idênticas, uma sempre pode ser substituída pela outra. No entanto, na linguagem, dizer que "A é B" não necessariamente implica dizer que "A é idêntico a B", pois o verbo "ser" pode significar que "A é um exemplar de B".
Hansen (1985) utiliza a perspectiva ocidental moderna da mereologia (o estudo entre as relações entre as partes e o todo) para compreender a filosofia chinesa antiga. Assim, contrapõe a visão da língua inglesa com a chinesa. Em inglês, há substantivos contáveis e incontáveis, e horse é uma unidade contável dentre tantos outros cavalos. Já em chinês, um cavalo seria apenas um membro da massa "tipo-de-coisa-cavalo". Enquanto "cavalo" pertenceria ao mundo das ideias de Platão como um cavalo genérico, o "cavalo branco" é real, e portanto são diferentes.
C. Graham utiliza outra ilustração para compreender o paradoxo, relacionando "espada" e "lâmina". Pode-se referir a uma espada como "lâmina", mas a lâmina é apenas parte da espada, e portanto uma lâmina não é uma espada.
Sun Zhenbin defende que o texto deve ser analisado tendo em mente que Gungson não possuía recursos linguísticos para diferenciar a ideia "cavalo" da palavra "cavalo", o que atualmente é feito com o uso de aspas. Nesta perspectiva, ele estaria argumentando que "cavalo branco" não é "cavalo", pois os termos são incompatíveis. O debate, assim, chama atenção para a diferença entre as palavras e as ideias que elas representam. Cláudia Ribeiro defende a interpretação semântica, e discorda de que se trataria de um "paradoxo" ou de que Gungson seria "sofista".